# Alains
Pour les articles ayant des titres homophones, voir Alain et Halin.
Cet article possède un paronyme, voir Alun.
Les Alains sont un ancien peuple de culture guerrière, nomades puis sédentarisés, largement établis en Ciscaucasie centrale (correspondant aux territoires des républiques caucasiennes du Nord).
Les preuves archéologiques montrent de nombreuses traces de la présence des Alains, notamment des colonies qui sont souvent très proches les unes des autres, confirmant une forte densité de population entre le ler et le XIlle siècle. 
Les travaux de l'archéologue R. Arsanukaev dans « Vainakhi et Alans » illustrent la dispersion des colonies d'Alains à travers la région : des fortifications indiquées par des triangles noirs et des colonies plus simples marquées par des cercles noirs, situées aussi bien en plaine qu'en montagne.
Les descriptions des sources arabes médiévales, comme celle du géographe Al-Masudi, témoignent également de la densité et de la continuité des habitations des Alains. Al-Masudi note que les coqs des différents villages, si proches les uns des autres, répondaient aux chants de leurs voisins, ce qui reflète l'étroite proximité de ces fermes. Malgré la richesse de ces sites, peu de fouilles archéologiques complètes ont été entreprises, en particulier dans les zones montagneuses où se trouvaient de nombreuses colonies d'Alains. Cela suggère qu'il pourrait exister encore bien plus de vestiges non découverts.
Même s'il est difficile de dire si les Alains étaient exogène ou endogène du Caucase. Certains chercheurs les associent aux peuples d'origine scythique ou turcique. D’autres chercheurs comme J.A. Degen-Kovalevsky et L.A. Matsoulevitch soutiennent que les Alains étaient des tribus autochtones du Caucase, connues sous le nom de « Vaphetids du Caucase du Nord ». Selon Degen-Kovalevsky, le terme "Alain" désignait initialement ces populations autochtones avant de s'appliquer plus tard à d'autres groupes de peuples.
Matsoulevitch renforce cette hypothèse en affirmant que les données archéologiques ne révèlent aucune arrivée massive d'Alains depuis une autre région. Les artefacts des cimetières, monticules et colonies de la région montrent une continuité culturelle, sans indice d'un remplacement de population significatif.  Dans les régions proches des steppes, les Alains construisaient des colonies fortifiées pour se protéger des invasions extérieures.
Cette tendance indique que la frontière avec les steppes était souvent une zone de tension. Cependant, dans les plaines adjacentes aux montagnes et plus loin dans les montagnes elles-mêmes, les colonies fortifiées deviennent rares. Cela montre que les montagnes et leurs contreforts offraient une sécurité relative, permettant aux Alains d'établir des villages non fortifiés.

## Premières mentions et origines
Des ethnonymes relatifs aux Alains sont mentionnés au premier siècle avant notre ère par des auteurs grecs et chinois. 
Dans sa Géographie, Strabon (-63/+23), originaire du royaume du Pont, au sud de la mer Noire, puisant dans des sources orientales et perses[réf. nécessaire], parle des « Aorses du Nord[pas clair] ». Il affirme que leur roi, Spadinès (vers -50), pouvait aligner quatre-vingt mille archers à cheval. 
Une compilation de l'historien chinois Fan Ye (398-445), le Livre des Han postérieurs, signale que vers cette époque un royaume appelé Yancai a pris le nom de Alanliao. 
Au siècle suivant, le Romain Sénèque les mentionne dans sa pièce Thyeste, écrite entre 40 et 45, parlant des « féroces Alains » (feroces Alani), ainsi que Pline l'Ancien dans son Histoire naturelle.
Quand ils apparaissent dans l'Histoire, les Alains font partie du monde nomade iranophone qui domine les steppes euroasiatiques depuis au moins le premier millénaire av. J.-C., avec les Scythes, les Sarmates, les Sakas (Saces) et les Massagètes, dont ils partagent les traditions guerrières, religieuses et artistiques. Leur langue est de type iranien oriental, comme celles des Sarmates et des Scythes d’Europe.

## Les Alains duIersiècleauIVesiècle

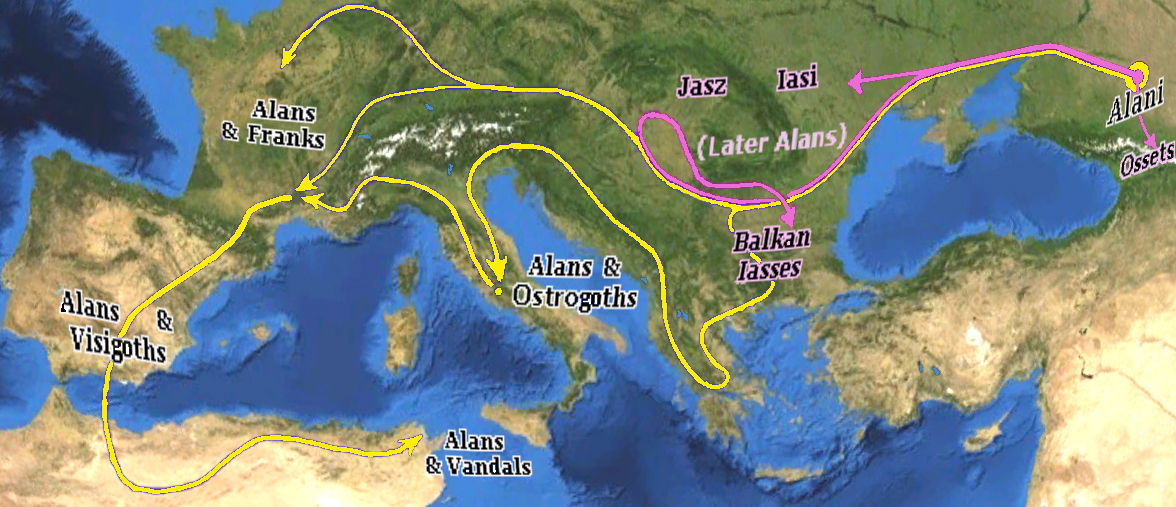
Principales migrations des Alains dans l'Antiquité tardive (jaune) et le Haut Moyen Âge (rose).

### Les Alains selon Flavius Josèphe
La première mention de leurs campagnes militaires se trouve sous la plume de l’historien Flavius Josèphe (vers 37-100), juif et citoyen romain : « Τὸ δὲ τῶν Ἀλανῶν ἔθνος ὅτι μέν εἰσι Σκύθαι περὶ τὸν Τάναιν καὶ τὴν Μαιῶτιν λίμνην κατοικοῦντες, (...) » (Quant à la nation des Alains, qui habitent chez les Scythes près de Tanai et du lac Maiotin, (...), c’est-à-dire entre le Don et la mer d'Azov). Il relate ensuite un raid des Alains en Transcaucasie, dans les territoires de Pacorus II, roi de Médie Atropatène, puis en Arménie, dont le roi Tiridate manque être capturé. 

### Les Alains en Iran
À cette époque, les Alains apparaissent aux abords de l’Iran, où leurs incursions sont l’une des causes de la chute des Parthes, dont les successeurs Sassanides établissent en 226 un empire durable, refoulant les Alains aux confins du Don, de l’Oural et du Caucase, où ces derniers fondent un éphémère royaume.

### Les Alains et les Huns (fin duIVesiècle)
En 375, lorsque les Huns de Balamber apparaissent dans la région de la mer Noire, ce qui va provoquer de grandes migrations chez les peuples germaniques d'Europe, une partie d’entre eux prend la fuite et se dirige vers l'ouest de l'Europe. D'autres se rallient aux Huns et entrent dans la confédération hunnique. 
Il en va de même pour les Goths, dont certains se réfugient dans l'Empire romain (les Wisigoths) tandis que d'autres se rallient (les Ostrogoths). 

## Les Alains en Europe occidentale

### L'invasion de la Gaule (407-411)
Durant la nuit du 31 décembre 406, plusieurs groupes germains ainsi que des Alains de Germanie franchissent le Rhin près de Mayence : des Quades et des Vandales (Hasdings et Sillings, conduits par deux rois différents).
Selon Grégoire de Tours, des Alains alliés aux Vandales et aux Quades, et emmenés par leur chef Respendial, participent à l’écrasement des auxiliaires francs conduits par le duc de Mayence. Les Alains sauvent ainsi également les Vandales, qui viennent de perdre leur roi Godigisel, d’un énorme massacre. 
Aux côtés des envahisseurs germaniques, ils dévastent la Gaule romaine de 407 à 409 : les villes de Worms, Mayence, Strasbourg, Tournai, Arras, Amiens, Reims sont prises et mises à sac. Paris et Tours sont menacés.
Les envahisseurs franchissent la Loire en 408, incendiant au passage le fort romain de Meung-sur-Loire. Contrairement à leurs compagnons d’armes, les Alains se divisent en divers clans et bandes armées, plusieurs historiens donnant une évaluation d’environ 3 000 individus par clan.
En 411, à la suite du schisme du christianisme jovinien, advient l'intronisation de Jovin comme empereur, à Mayence. Goar, chef alain et Gunther, chef burgonde, assurent la protection de Jovin et de son frère Sébastien contre Honorius, empereur délégitimé par Constantin III quelques années auparavant, dont le pouvoir a été repris par Jovin.
Honorius ne reconnaît pas alors Jovin comme son alter ego.
Trahi par les Wisigoths qu'il a contribué à installer sur la Garonne, Jovin et son frère sont assiégés à Valence (sur le Rhône), et décapités à Narbonne par Dardannus.

### Les Alains en Gaule à l'époque d'Aetius (440-451)
Selon la Chronica Gallica, en 440, le patrice Aetius accorde des terres abandonnées dans la région de Valence (d'où la possible origine du toponyme Allan) à un groupe d'Alains commandés par un certain Sambida, dont il n'existe pas d'autre mention. Leurs relations avec leurs voisins sont aussi difficiles que celles qu'entretiennent leurs cousins installés sur les bords de la Loire.
Toujours selon la Chronica Gallica, en 442, des Alains placés sous l’autorité d’un certain Eochar (il s’agit probablement de Goar, dont le nom a été déformé par les copistes) obtiennent un traité (fœdus) avec l’Empire romain : Aetius leur permet de s’installer sur la Loire, à Orléans et ses environs, mais les Alains, turbulents, sont très mal perçus par les habitants (Gaulois ou autres devenus citoyens romains). Un jour, estimant ne pas être payés assez vite ou suffisamment, des Alains n’hésitent pas à tuer des sénateurs d’Orléans. Le nom du village d’Allaines (Alena vers 1130) évoque probablement un poste des Alains dans cette région.

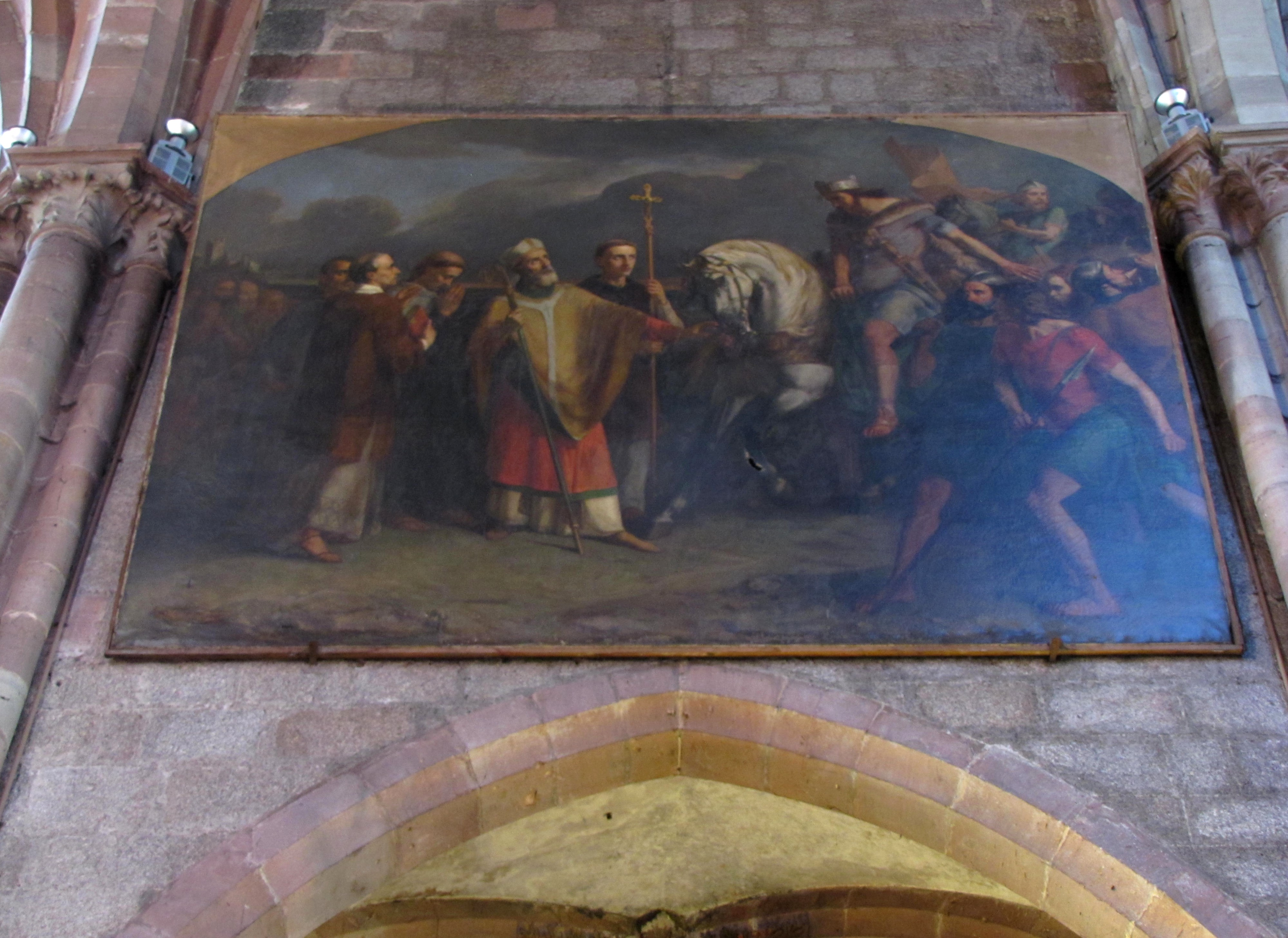
St-Germain barrant la route à Eochar, roi des Alains - vue d'artiste (1836) (Sélestat, Église Saint-Georges)

En 445–448, les Alains d'Eochar répriment une révolte de bagaudes en Armorique pour le compte d'Aetius. S'il faut en croire la Vita Germani, l'évêque Germain d'Auxerre se serait placé sur leur route, saisissant même la bride du cheval d'Eochar pour l'empêcher d'avancer. Subjugués, les Alains se seraient alors retirés.
En 451, alors que leur chef est désormais Sangiban, les Alains forment le centre du dispositif tactique mis en place contre les forces d'Attila lors de la bataille des champs Catalauniques (451 (dans la région de Troyes), en raison de la puissance de leur cavalerie lourde : les Cataphractaires.
À la fin du Ve siècle, les Alains cessent d'être une entité tribale identifiable en Gaule.

### Témoignages toponymiques des Alains en Gaule
Comme pour la plupart des peuples barbares en migration, les Alains n’ont laissé que très peu de traces de leur présence sur le sol gaulois, hispanique et africain.
Les « Alains de la Loire » sont présents dans la Beauce au nord d'Orléans comme peuple fédéré sous la direction de Sangiban, à la suite du fœdus que le général romain Aetius avait conclu avec leur chef Goar en l'an 442, comme en témoignerait le toponyme local Allaines (Eure-et-Loir). Par contre, les noms de lieux du type Allainville sont des formations médiévales probablement pas antérieures au VIIe siècle, étant donné les attestations tardives de ce type toponymique. Il s'agit peut-être d'un témoignage indirect, la mode du nom de personne Alain dans la région pouvant perpétuer le souvenir de ce peuple. En outre, les formes anciennes d’Alainville (Yvelines, villa Alleni IXe siècle, Alenvilla, sans date) et Allainville (Loiret, Alleinvilla 1236) ne sont pas du type Alanus « Alain », mais Allenus, c'est pourquoi ce type toponymiques Allainville, ainsi qu’Alaincourt sont exclus de cette série par les toponymistes : ils peuvent être composés du nom de personne germanique Allin[us],. Les types antiques Al[l]one[s] (Allonnes, Allonne, etc.) sont aussi exclus de cette série par les toponymistes et les linguistes, quand ils remontent à Alauna bien attesté, probable dérivé en *-mno- (suffixe d'agent en celtique) d'une racine indo-européenne *al,.
Comme référence probable au peuple des Alains, on note par ailleurs Allain (Meurthe-et-Moselle), Allamont (Meurthe-et-Moselle, de Alani  monte 1194), Allon(n)e(s) (Somme, Alincourt à Parnes dans l'Oise, Alania en 1095), Alaigne (Aude, de Alaniano en 1129), Alanum ? en 836, Alan (Haute Garonne), peut-être Allan (Drôme, Alon 1138), etc.,. Le nom Alanus « Alain » est en effet bien assuré par les formes anciennes.
En Normandie, dans le département du Calvados, la présence alaine est peut-être attestée (mais pas dans la toponymie, ni dans l'onomastique en général) par un important mobilier funéraire daté du début du Ve siècle : « le trésor d’Airan ». Mais il s’agit plutôt d’un groupe de lètes sarmates ou gothiques. Trouvé par hasard à Moult en 1876, ce trésor contient un certain nombre de pièces d’orfèvrerie polychrome attribuées soit aux Alains, soit aux Huns. La tombe, située à proximité de deux stations romaines du Bas Empire faisant partie de la ligne de défense dressée contre les pirates frisons et saxons, a pu être celle d’une princesse barbare, qui a accompagné là son époux, un fédéré de Rome. Néanmoins, la présence d’éléments germaniques orientaux (fibule, chaîne) et romains (plaque-boucle de ceinture) aux côtés des éléments alano-sarmates rend l’origine ethnique de cette femme impossible à déterminer.
 
Cette sépulture est classée par les archéologues dans le groupe dit d'« Untersiebenbrunn », du nom de l’endroit, situé en Autriche, où a été trouvée une tombe contenant également un mobilier de provenances diverses. Il en existe plusieurs autres : Balleure (Étrigny, Bourgogne), Hochfelden (Bas-Rhin), Fürst (Bavière), Altlußheim (Bade-Wurtenberg), Beja (Portugal), etc.
Le patronyme Al(l)ain et le prénom Alain, à l’origine populaire en Bretagne, qui sont attestés en Armorique dès le VIe siècle, ne viennent sans doute pas du nom de ces guerriers iranophones : les diverses racines brittoniques al- (al- "nourrir" ; al- "cygne", etc.) suffisent à expliquer ce nom par le celtique.
Hormis les textes anciens, les témoignages directs de la présence des Alains en Gaule sont bien minces et n'égalent pas les témoignages archéologiques et toponymiques de la présence des Germains en Gaule, notamment des Francs et des Saxons dans le nord du pays.

### Les Alains en Hispanie et en Afrique du nord

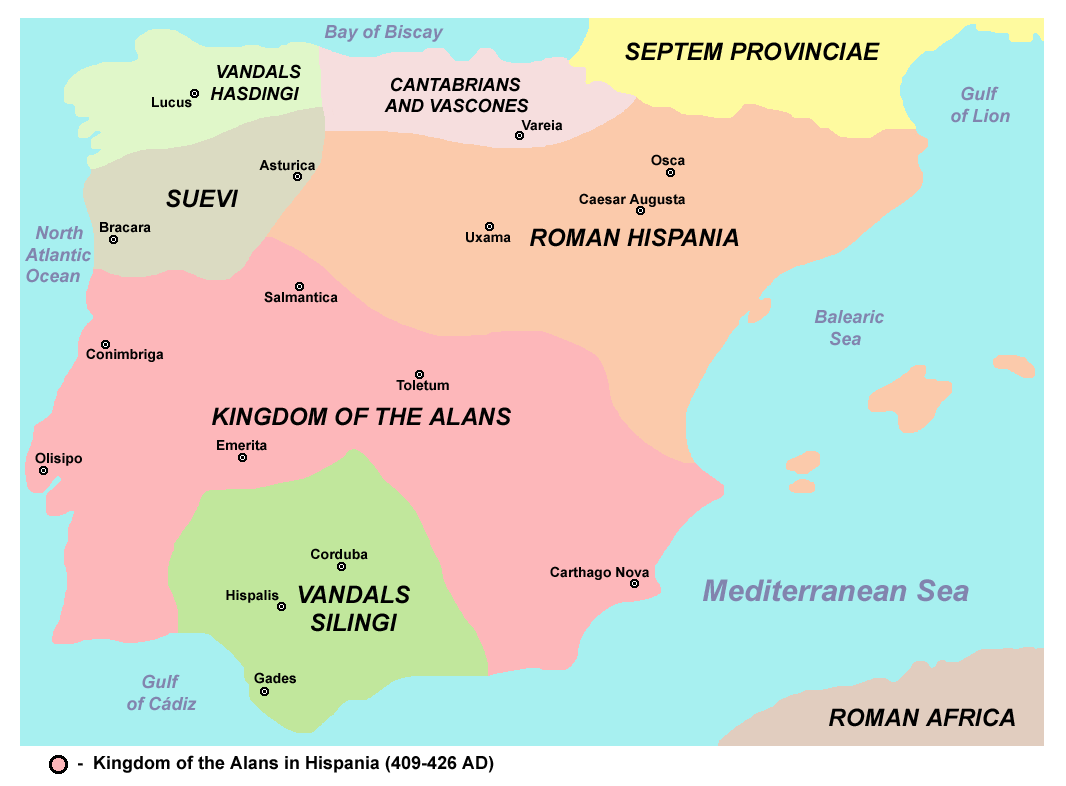
Royaume alain en Espagne (409-426)

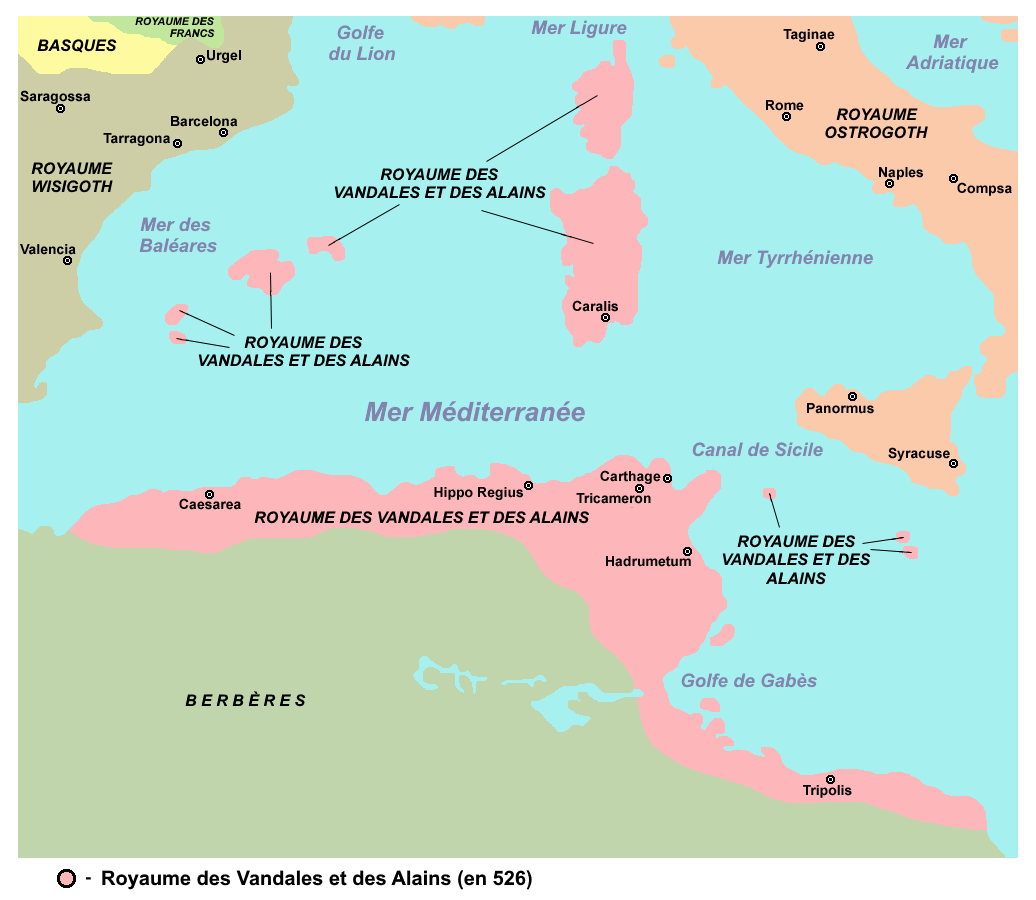
Royaume des Vandales et des Alains (435-534)

En 409, une partie des Alains, conduite par Respendial, suit encore les Vandales et les Quades jusqu’en Hispanie. Là, ils errent sur les plateaux du centre de la Péninsule Ibérique, dans la région du Tage. Selon Isidore de Séville et l'évêque hispanique Hydace, en 411 les envahisseurs répartissent entre eux les territoires de la péninsule par tirage au sort. Une des deux tribus vandales et les Quades s’établissent en Galice tandis que les Alains s’établissent en Lusitanie et en Carthaginoise. Ils en sont brutalement délogés en 418 par les Wisigoths, qui les massacrent.
Leur périple avec les Vandales se poursuit alors jusqu’en Andalousie, et les clans alains d’Hispanie, très diminués par les attaques des Wisigoths, se placent sous l’autorité des Vandales unifiés : en 428, le roi vandale Genséric prend le titre de « roi des Vandales et des Alains », et emmène en 429 les 80 000 Barbares qui le suivent en Afrique du Nord. L’histoire des Alains s’y confond dès lors avec celle du « royaume Vandale d'Afrique » : fondé en 429. Le royaume vandale, qui va d'Alger à Carthage, est détruit par les troupes byzantines en 533/534, lors de l’éphémère reconquête byzantine de l’Afrique du nord, les Vandales et les Alains de Carthage ayant survécu se réfugient alors auprès des peuplades berbères.
L’une des rares traces de leur passage et de leur éphémère présence en Occident se trouve également en Espagne, où les Alains sont à l’origine d’une race de chiens robustes importés par eux, race qui a gardé leur nom : les alanos espagnols.
À l’est, leurs lointains cousins, après avoir survécu aux massacres des Mongols ou des Tatars de Tamerlan au XIIIe / XIVe siècle, et après avoir assimilé des éléments caucasophones, vivent encore actuellement dans le Caucase sous le nom d’Ossètes. Ces derniers sont majoritairement de religion chrétienne orthodoxe, avec une importante minorité musulmane et païenne. Une petite partie d'entre eux, alliés aux Mongols, vivent encore aujourd'hui en Mongolie, où ils portent le nom d'Asud.
Sur le plan culturel, seuls les Alains des Ier – VIe siècles sont des cavaliers nomades ou semi-nomades.

### Civilisation
L’historien-soldat romain Ammien Marcellin, témoin oculaire qui mêle ses propres observations aux relations d’autres auteurs, apporte quelques informations sur les Alains du nord du Caucase, informations qui doivent être abordées avec circonspection. Il décrit leur apparence physique : les Alains sont de grande taille, ont les cheveux modérément blonds, le regard martial et sont plus civilisés dans leur manière de s’habiller et de se nourrir que les Huns.
Sur le plan des mœurs, selon lui, les Alains sont belliqueux et courageux : leur férocité et la rapidité de leurs attaques n’ont rien à envier à celles des Huns. Ils ignorent l’esclavage et méprisent les faibles et les vieillards. Ils méprisent les vieillards car pour eux (comme pour de nombreux autres peuples barbares), c’est un honneur de mourir au combat, mais un déshonneur de mourir de vieillesse. Pour ce qui est de leur mode de vie, les Alains ignorent le travail de la terre, et utilisent des chariots couverts d’écorce en guise de maisons. Ammien Marcellin leur prête encore la coutume de scalper leurs adversaires, et d’en attacher les cheveux à leur monture.

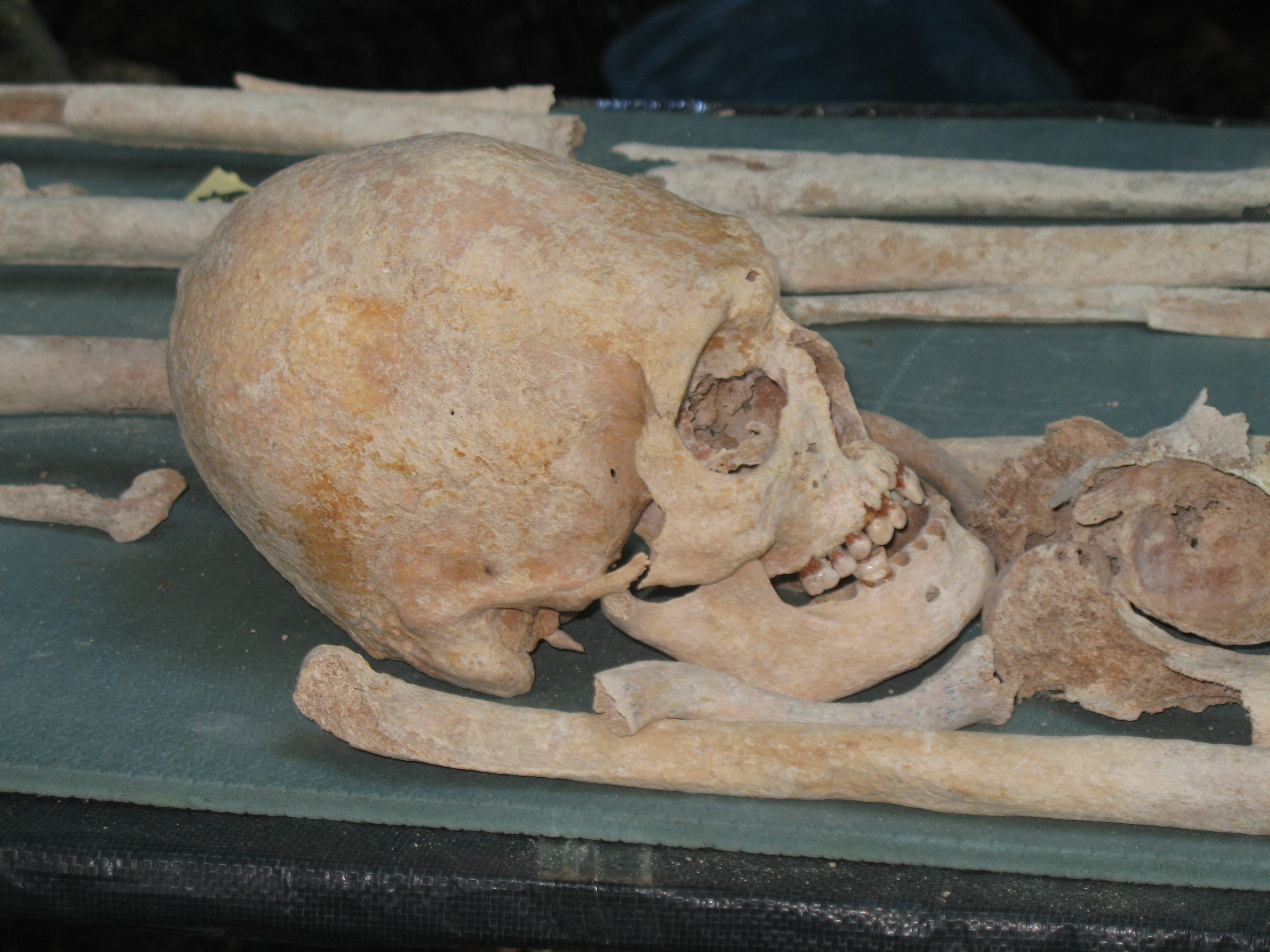
Déformation du crâne dans une tombe d'Alain à Mangup - Kale, Crimée

Ils rendent aussi un culte à une divinité de la guerre (identifiée à Mars) grâce à une simple épée fichée en terre et servant d’autel (le culte d’une épée « magique » est par ailleurs prêté aux Huns). Ces informations correspondent trait pour trait aux légendes traditionnellement attachées aux peuples de cavaliers des steppes par leurs voisins sédentaires : Ammien Marcellin écrit même qu’on lui a rapporté que certains Alains orientaux seraient anthropophages.
Les sources archéologiques, quant à elles, indiquent l’existence chez les Alains d’une ou plusieurs divinités du feu et du soleil.
L’art décoratif des Alains est essentiellement animalier : semblable à celui des Saces jusqu’au IIe siècle, il fait la part belle aux décors polychromes cloisonnés aux IIIe et IVe siècles. Ces décors se généralisent en Occident au moment des grandes invasions (IVe – VIe siècles), notamment par le relais des peuples germaniques orientaux, nombreux à adopter des motifs scythiques de l’art des steppes (Goths, Burgondes, Vandales).
Par la suite, de nombreux éléments culturels sarmato-alains se retrouvent chez les Ossètes, jusqu’au XIVe siècle.
Selon Georges Dumézil, les Ossètes sont, linguistiquement et culturellement, le peuple contemporain le plus proche des Alains. Leurs légendes (cycle des Nartes) présentent des similitudes avec les récits présents dans d'autres cultures indo-européennes, notamment celtiques (légende arthurienne).

## L'Alanie médiévale

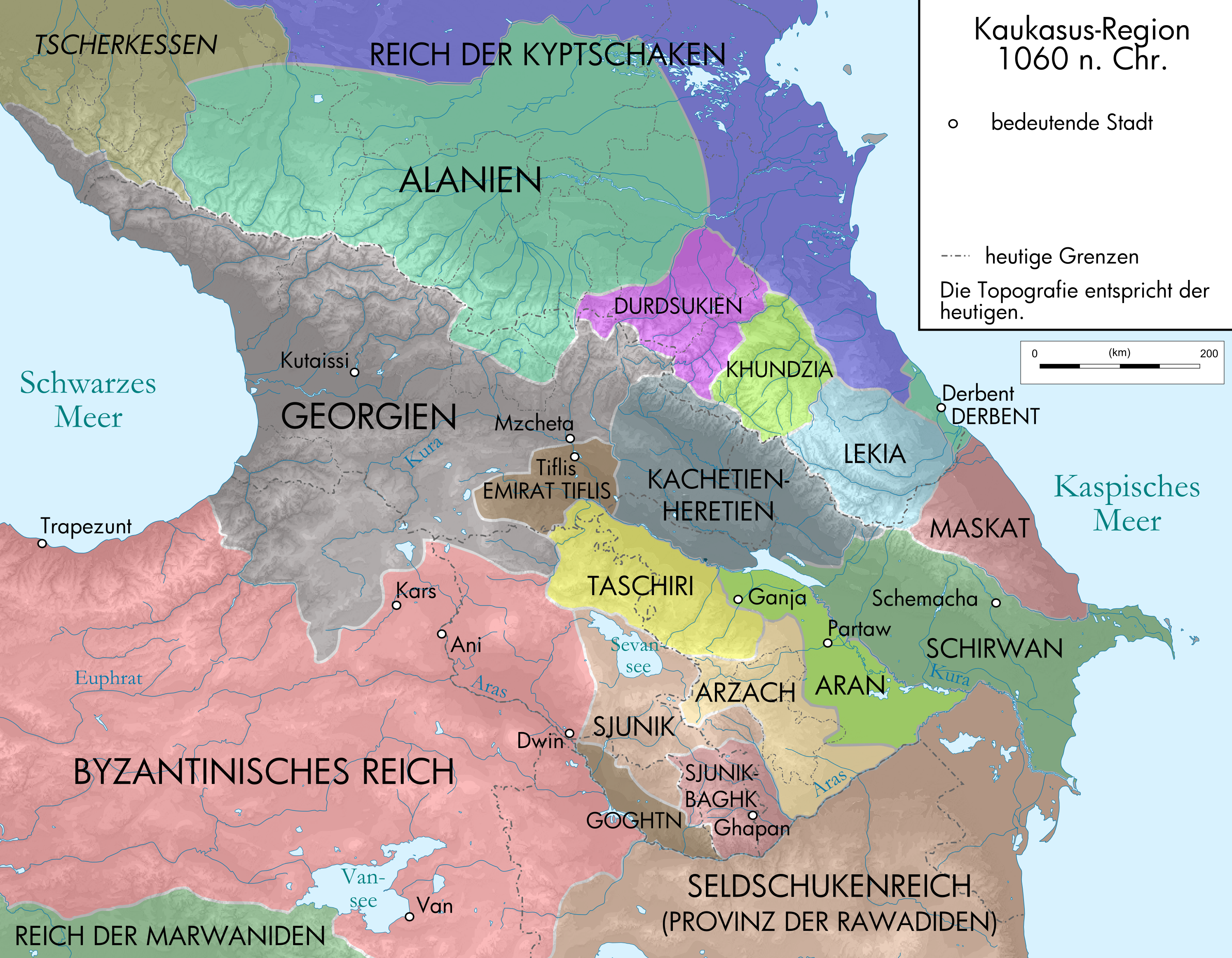
Carte du Caucase, vers 1060.

Alains du Caucase, Xe-XIIe

Après la tempête hunnique, une partie des Alains demeure sur place, à l'est du Don. L'irruption dans la steppe de nouveaux groupes nomades, Avars et Bulgares, les pousse à se replier vers le piémont du Caucase, au sud des fleuves Kouban et Terek. Ils s'y sédentarisent, abandonnant le pastoralisme, et adoptent une économie combinant élevage et agriculture.
Au VIIe siècle apparaît sous la plume d'un auteur arménien l'expression Aš-Digor pour désigner une partie des Alains. Digor est actuellement le mot qui désigne les Ossètes occidentaux. Le mot Asses se retrouve par la suite dans plusieurs langues sous des formes légèrement différentes comme ethnonyme des Alains. Au XIIIe siècle, Guillaume de Rubrouck, lors de son voyage vers la cour mongole, mentionne encore « quelques Alains, qui sont appelés ici Aas».
Ils sont au contact des deux grands empires rivaux de la région, l'Empire byzantin et l'Empire sassanide, se mettant au service tantôt de l'un, tantôt de l'autre. Au VIIe siècle, la donne géopolitique change. Les Arabes, qui viennent de détruire la Perse sassanide, atteignent la région. L'historien persan Tabari rapporte qu'en 642, ils lancent un raid en territoire alain. Au début du VIIe siècle, un nouveau peuple turcophone, les Khazars, fonde un empire au nord du Caucase et vassalise les Alains. C'est encore par Tabari que nous savons qu'en 721-22, le pays des Alains fut envahi par les «Turcs» (il faut entendre par là les Khazars). Le VIIIe siècle est émaillé d'affrontements. En 724-25, un général arabe, Abd al -Malik, impose aux Alains le paiement d'un tribut.
Vers 905-915, les Alains se convertissent au christianisme. Cette première conversion est fragile : dans une lettre à l'archevêque d'Alanie, le patriarche de Constantinople, Nicolas Ier Mystikos, lui recommande de faire preuve de patience, tout particulièrement à l'égard des élites, dont dépend le succès de l'œuvre missionnaire. S'il faut en croire l'écrivain arabe Al-Mas'ûdî, les Alains auraient néanmoins abjuré le christianisme et expulsé le clergé byzantin en 931, une situation sans doute temporaire.
Au Xe siècle, les écrits d'Al-Mas'ûdî, qui mentionnent le nom de la capitale des Alains, Magas, donnent un aperçu de la puissance des Alains : l'auteur signale que leur roi dispose de 30 000 cavaliers. Dans le De ceremoniis, l'empereur byzantin Constantin VII Porphyrogénète emploie pour désigner ce souverain le terme grec d'exousiocrator (ce qui signifie « celui qui exerce l'autorité ») et lui accorde une place honorable dans la liste des rois qui gravitent dans l'orbite de Byzance. Au XIIe siècle, l'historienne byzantine Anne Comnène mentionne encore le nom d'un exousiocrator, Rhosmices.
Une source russe, la Chronique des temps passés, relate brièvement qu'en 965, le prince de la Rus' de Kiev, Sviatoslav Ier, inflige aux Khazars une défaite, qui porte un coup mortel à leur royaume, et aussi que ce prince vainc les « Iasses et les Kassogues ». Mais les Alains semblent s'être remis de cette défaite, et connaissent un âge d'or. Ils nouent des alliances matrimoniales avec les États voisins, notamment la Géorgie. L'impératrice byzantine Marie d'Alanie en est l'exemple le plus connu. Malgré son surnom, elle n'est en fait qu'à moitié alaine, étant le fruit de l'union entre le roi géorgien Bagrat IV et la princesse alaine Boréna, sœur du roi Dourgoulel.
Au cours du XIe siècle, un nouveau peuple nomade turcophone, les Coumans, occupe la steppe pontique. Bien que nos connaissances à propos des Alains à cette époque soient particulièrement fragmentaires, il semble que ces derniers aient entretenu des relations pacifiques avec les Coumans. Au XIIe siècle, le royaume alain s'émiette. En 1222, la première incursion mongole dans la région résonne comme un coup de tonnerre. Les Alains s'allient aux Coumans pour affronter les envahisseurs, commandés par les généraux Subötaï et Djebé. Après une première bataille indécise, ces derniers recourent à une ruse : selon l'écrivain arabe Ibn al-Athir, ils assurent les Coumans qu'ils sont de la même race qu'eux, contrairement aux Alains, et leur promettent de ne pas les attaquer s'ils abandonnent leurs alliés. Les Coumans se retirent, laissant les Mongols écraser les Alains. Leur trahison ne les sauve pas, car les Mongols renieront leur parole et les déferont à leur tour.
Les Mongols se retirent, mais en 1238-39, une grande armée mongole prend le chemin de l'ouest. Les Alains ne sont qu'une de leurs victimes lors de cette vaste entreprise de conquête. Comme c'est souvent le cas, les Alains ne figurent qu'incidemment dans les divers ouvrages qui relatent ces événements. L'historien persan Djuvaini relate de manière assez confuse le siège et la prise d'une ville dont le nom arabe pourrait correspondre à Magas. Tous les Alains ne se soumettent pas. Guillaume de Rubrouck, lors de son voyage à travers l'Empire mongol en 1252-53 parle notamment des Alains ou Aas, qui sont chrétiens et combattent encore contre les Tartares.. L'empire mongol se désintègre progressivement en différents ulus rivaux. Le territoire alain se trouvait à la limite entre deux d'entre eux : la Horde d'or au nord, dont il faisait partie, et l'Ilkhanat de Perse au sud. C'est à cette époque que des groupes alains franchissent les crêtes du Caucase et pénètrent en territoire géorgien. Entre 1290 et 1310, une source anonyme géorgienne, l' Histoire des invasions mongoles fait état de combats qui eurent lieu avec des fortunes diverses entre les deux peuples, mentionnant deux chefs alains (osses en géorgien), Faredjan et Bakatar.

## La diaspora alaine (XIIIeetXIVe)

### Présence dans l’empire byzantin
Au début du XIVe siècle, les Alains apparaissent en tant que mercenaires ou auxiliaires de l’empereur byzantin, Andronic II Paléologue, comme le signale l’historien catalan Ramon Muntaner lorsqu’il relate l’expédition de la Compagnie catalane en Orient. Leur chef Georges Gircon débarrasse l’empire du chef des Catalans, Roger de Flor, le 4 avril 1305, à Andrinople, obéissant aux ordres de Michel IX, le fils du basileus. Ces Alains sont défaits plus tard, en 1306, par les Catalans, et Gircon est tué et décapité. Il semble que Gircon n'appréciait pas Roger de Flor, car à la suite d’une querelle entre les hommes de la Compagnie et des Alains, son fils trouve la mort, source d’une haine qui n’allait être assouvie qu’avec la mort du César. On a aussi supposé des origines alanes aux forces byzantines de l'ordre appelées Βαρδαριῶται Vardariotai , dans les Balkans.

### Présence en Hongrie et Moldavie
Sous les noms de Iasses, Iazyges, Jasons, Jasones, Jassics, Jászok et Iaşi, les Alains apparaissent aussi XIVe siècle comme mercenaires dans la Hongrie médiévale (où des comtés leur sont octroyés par le roi à l'est de Buda : la région du Jászság (pays iasse), autour de Berényszállás) et dans la principauté de Moldavie, où la capitale de leur comté: Aski, apparaît sous le nom de Civitas Iassiorum, en roumain Iași. Ils s'y sont rapidement assimilés aux populations locales et se fondent parmi les Magyars ou les Roumains. En Moldavie, le nom Alani pour désigner le territoire n'est plus utilisé après l'installation du voïvode Bogdan en 1342, ce qui indique que les Iasses avaient déjà disparu. En Hongrie, une église franciscaine est érigée à Jászberény en 1474 afin de convertir au catholicisme les Iasses chrétiens byzantins, et c'est en partie en conséquence de cette conversion qu'en l'espace d'un siècle, ils perdent leur langue, et s'assimilent aux populations environnantes.

### Présence en Chine et Mongolie
Après le ralliement, dès 1238, d'une partie des Alains aux envahisseurs mongols, des troupes alaines sont incorporées dans l'armée mongole, et même dans la garde du grand khan. Elles suivent son armée jusqu'en Extrême-Orient. Comme c'est souvent le cas pour les Alains, leurs heurs et malheurs ne nous sont connus que par bribes. Au détour d'une page du Livre de Marco Polo, nous apprenons qu'en 1275, alors que des soldats alains viennent de s'emparer d'une ville du sud de la Chine, ils s'enivrent : la population en profite pour les tuer tous, et en représailles les Mongols massacrent tous les habitants. Ces Alains (en mongol Asud, c'est-à-dire le mot Asse suivi du pluriel mongol -ud) jouent un grand rôle dans la conquête de la Chine par Kubilai Khan. Au début du XIVe siècle, l'armée mongole compte environ 30 000 Alains, probablement installés à proximité de Pékin. Cette communauté (si on y ajoute les familles des soldats) relativement nombreuse, conserve la religion chrétienne (une ambassade est envoyée par eux en 1336 au pape Benoît XII en Avignon). Après le renversement en 1368 de la dynastie Yuan, les Alains suivent le repli des Mongols vers l'Asie Centrale, où ils finiront par se fondre progressivement là encore dans la population.

## Apparence physique
Selon Ammien Marcellin, historien romain du IVe siècle de notre ère, les Alains étaient « de grande stature et d'une grande beauté, leurs cheveux étaient un peu jaune (blond) et ils avaient des yeux terriblement féroces ».

Carte ethno-linguistique du Caucase actuel, avec les Alains en tant qu'Ossètes.

## Langue
La langue originelle des Alains doit être du moyen iranien nord-oriental de type scythe (selon Georges Dumézil), probablement semblable à celui des Sarmates. Elle évolue par la suite chez leurs descendants du Caucase au Moyen Âge pour devenir l’ossète actuel, mais la caractéristique commune de la plupart des Alains semble être leur propension à adopter la langue du pays où ils s’établissent, et à s’assimiler ainsi aux populations locales. Dumézil a supposé que cette propension exprimait leur aspiration à se sédentariser.